# Autrepierre
Autrepierre é uma comuna francesa na região administrativa de Grande Leste, no departamento de Meurthe-et-Moselle. Estende-se por uma área de 7,75 km². Em 2010 a comuna tinha 83 habitantes (densidade: 10,7 hab./km²).